# 小基斯·阿克布姆
小基斯·阿克布姆（荷蘭語：Kees Akerboom Jr.，1983年12月20日—），荷蘭籃球運動員，代表荷蘭國家男子籃球隊參賽。他的父親基斯·阿克布姆也是一位籃球運動員。